# ذخیره استاوکا
ذخیره فرماندهی عالی کل قوا (روسی: РВГК) همچنین به نام RVGK ذخیره استاوکا شناخته می‌شود، تشکیلات و واحدهای نظامی ذخیره را شامل می‌شود. ذخیره استاوکا به عنوان ذخیره نظامی اصلی ارتش سرخ شوروی در طول جنگ جهانی دوم عمل کرد و ذخیره استاوکا اکنون به عنوان بخشی از نیروهای مسلح روسیه تحت کنترل فرمانده کل نیروهای مسلح روسیه (روسی: Верховный главнокомандующий) - رئیس جمهور فدراسیون روسیه تشکیلات و واحدهای نظامی ذخیره را شامل می‌شود.